# Epiblema inulivora
Epiblema inulivora es una especie de polilla del género Epiblema, familia Tortricidae.
Fue descrita científicamente por Meyrick en 1932.

## Distribución
Se encuentra en Europa. 